# Leavening
Leavening is een civil parish in het bestuurlijke gebied Ryedale, in het Engelse graafschap North Yorkshire. In 2001 telde het dorp 363 inwoners.